# 磁気光学カー効果
磁気光学カー効果 (じきこうがくかあこうか、Magneto-optical Kerr effect) とは1876年、スコットランドの物理学者であるジョン・カーが発見した磁気光学効果のことである。

## 定義
磁気光学カー効果とは磁気カー効果とも呼ばれ、直線偏光を磁化した材料の表面にあてると、反射光が楕円偏光となる現象である。大きく分けて以下3種類があるが斜めに磁界をかける場合もあるのでこの限りではない。
極カー効果 (Polar)反射面に垂直に磁界がかかっている時に起きるカー効果
縦カー効果 (Longitudinal)入射光と反射光の反射面への射影に対して平行に磁界がかかっている時に起きるカー効果
横カー効果 (Transversal)入射光と反射光の反射面への射影に対して垂直に磁界がかかっている時に起きるカー効果

## 応用
MO などの光磁気ディスクの読み出しに利用されている。偏極子ガラスにも利用されている。